# 暴れる女神
『暴れる女神～HURRICANE GIRL～』（あばれるめがみ　ハリケーンガール）は、鶴久政治2枚目のシングル。MASAHARU名義。1989年6月7日、ポニーキャニオンからリリースされた。

## 収録曲
1. 暴れる女神～HURRICANE GIRL～
（作詞：売野雅勇、作曲：鶴久政治、編曲：西平彰）
2. 渚のラジオ
（作詞：売野雅勇、作曲：鶴久政治、編曲：西平彰）
 ニッポン放送「三宅裕司のヤングパラダイス」1989年夏期オープニング曲